# 榑木
榑木（くれき）とは平安時代から江戸時代後期まで取引された一定の規格を定められた材木で、柱・壁・屋根材など建築資材や桶材として使われた。山間地では年貢米の代わりとして幕府や尾張藩などに収められた。主に河川の水運により運搬された。

## 起源
「延喜式」に定められた椙榑木が最古で、椹（さわら）・桧・クロベなどを原材料として、柱・壁・屋根板などに使われた。
平安・鎌倉時代にも建築材として使われたが、室町時代・江戸時代と時代を経るごとに短小になっている。

## 規格
平安時代は「延喜式」に定められた椙榑木（まさくれき）長さ十二尺・幅六寸・厚さ四寸であった。室町時代には長さ六尺となり、江戸時代になるとさらに短小となる。
慶安2年（1649年）の規定では長さ三尺六寸・三方四寸五分・腹三寸だったが、
延宝6年（1678年）にはこれを長榑木とし、別に長さ二尺六寸・三方四寸五分・腹三寸の短榑木を定めた。
元禄12年（1699年）の榑木高札はこの規格を記し、その実物見本木を生産村へ渡している。
享保3年から4年（1718年～1719年）の改定では、長榑木の長さを三尺三寸、短榑木の長さを二尺三寸とし、長短榑木とも三方三寸・腹一寸五分に短縮した。さらに腹の寸法だけが長短榑木とも二寸に改められ、以後、この規格で固定し、実物手本木が下付された。規格が短小化したのは、原木の払底によるものである。また、二つ割・四つ割の若木、しらた・節木を厳禁している。

## 割り方
榑木割立てに山入りする期間は、雪のない春先から秋までである。本来は自分で納める分を割り立てるのであるが、後期には杣（木師）が請け負って自村や他村の分まで請け負って伐木、造材するようになる。
それを運材する人は日用（ひよう）と呼ばれた。両者には頭がいて、杣組・日用組があった。
伐採した原木を所定の長さに輪切りにし、皮と芯をとって形を整える。規格は前項のように差があり、原木の質により上・中・下・下々・刎木（はねき）などにわけられる。

## 種類
経済的な用途により分類すると
- 年貢榑木 年貢米の代納
- 御役榑木 年貢の他に納入
- 御用榑木 幕府が買い上げる
- 助成榑木 塩買木などの下げ渡し木
- 小作榑木 小作料の代納

### 年貢榑木
年貢榑木は年貢米の代納として榑木を納めさせるものである。米納年貢高を次のように榑木に換算して納めさせる。長榑木は上榑木は一挺につき米八合一勺、中は六合一勺、下は五合一勺、下々は三合六勺、刎木一合一勺で勘定された。

### 御役榑木
御役榑木は年貢榑木とは別に納めさせるものである。江戸時代中期には榑木需要の減少と尽き山により年貢榑木は廃止となった。尽き山状況での御役榑木の割立ては困難であり、後には金納となる。

### 御用榑木
御用榑木は幕府が諸城造営など必要に応じて注文し、代米・代金を支給して買い上げるもので、幕府が売却して収入することもあった。寸法、規格は年貢榑木と同じである。
御用榑木は、諸城、城下町の建設が盛んな時代には需要が多かったが、それ以降でも年貢榑木を上まわる量であることもあった。また、年貢榑木が代金納となると榑木の需要は御用榑木によって充てられるようになる。

### 助成榑木
塩を買うという名目で榑木を支給したという一種の救恤制度により扱われた榑木。

## 間知（検知けんち）と川狩り
幕府と尾張藩に両属した千村平右衛門家は、信濃伊那郡の幕府領であった、上伊那の榑木買納め5ヶ村(小野村、中坪村、野口村、八手村、上穂村の一部)と、下伊那の榑木割納め6ヶ村(大河原村、鹿塩村、清内路村、加々須村、南山村、小川村の一部)の合計6,197石を預地として支配を委任され幕府から手数料を受け取った。
谷々で割立てられた榑木は谷川の所定の帳場に運ばれる。帳場では割立て人別に木口が見えるように100挺（これを一垪という）ずつ縦横に積む。四垪（ならべ）が一棚である。
これを役人が村役人立会で間知（検知）し、長榑木・短榑木別に上・中・下・下々・刎木の等級をつけて極印を打った。これで村方から役人に榑木を渡したことになる。帳場改の済んだ榑木は村役人の責任で管理させられた。
川下げは三年分をまとめて渇水期の冬にするのが普通であった。帳場からは天竜川支流を川下げして河口の渡場（どば）へ集積しておき、支持された時に天竜川に流して川下げをした。そして千村平右衛門家は、天竜川下流の遠江舟明山(浜松市天竜区)の陣屋で榑木改役の業務も務めた。
榑木は川の途中に滞留しやすいので、これを狩り立て流さなくてはならない。これを川狩りと呼んだ。支流の川下げは小谷狩りと呼ばれ、川をせきとめた堰をいくつも作り、水の流れで順次下すため、入用と労力が大変だった。川を下した榑木は、幕府代官所役人の責任となるため、沿岸の幕府領・私領を問わず村継に川狩りを命じた。榑木を盗み取る者は死刑に断じ、厳しく取り締まった。

## 関連リンク
- 川村誠「上伊那地方における林野利用の史的研究 : その3 伊那地方の榑木生産と手良郷」『京都大学農学部演習林報告』第49巻、京都大学農学部附属演習林、1977年10月、81-92頁、CRID 1050282810776250752、hdl:2433/191637、ISSN 0368-511X。
- 浜松市史 第五章 交通・産業経済の発展と町や村の生活 第二節 交通の発達 掛塚湊 掛塚湊と榑木 p214